# 小行星3961
小行星3961（3961 Arthurcox）是一颗绕太阳运转的小行星，为主小行星带小行星。该小行星于1962年7月31日发现。

## 轨道参数
小行星3961的轨道半长轴为2.6218349 UA，离心率为0.154。